# Fritillaria japonica
Fritillaria japonica là một loài thực vật có hoa trong họ Liliaceae. Loài này được Miq. miêu tả khoa học đầu tiên năm 1867.